# Hoyerswerda
Hoyerswerda (högsorbiska: Wojerecy; lågsorbiska: Wórjejce) är en stad (Große Kreisstadt) i Landkreis Bautzen i norra delen av det sachsiska Oberlausitz, cirka 35 km söder om Cottbus och 54 km nordost om Dresden i den sorbisktalande delen av Sachsen i Tyskland. Staden är medlem i Euroregion Neisse. Staden har cirka 31 000 invånare.

## Geografi
Staden mäter 20 km i östvästlig riktning och 9 km i nordsydlig riktning.
Angränsande Gemeinden är Elsterheide, Leippe-Torno, Lohsa och Spreetal, samt städerna Bernsdorf, Lauta och Wittichenau. Samtliga ligger i Landkreis Bautzen.
Före reformen av Landkreise i Sachsen år 2008 var Hoyerswerda en kreisfri stad och låg insprängd som exklav i Landkreis Kamenz. Fordon i Hoyerswerda hade tidigare HY på nummerskyltarna, numera är det BZ för Bautzen.

## Historia
Staden nämndes i skrift för första gången 1268. [källa behövs]

## Demografi
Hoyerwerdas befolkning sjunker stadigt. Från att ha haft en befolkning på nära 70 000 människor innan den tyska återföreningen, bor nu bara cirka 40 000 kvar. Utflyttningskvoten ligger på 29% och är den högsta i Tyskland. Arbetslösheten ligger på 24%. Stora delar av de tomma lägenhetsområdena från socialisttiden i staden sprängs bort.

## Ekonomi
Hoyerswerdas viktigaste näring var under DDR-tiden brunkolsindustrin. Efter 1989 försvann den totalt. Man försöker att utveckla turistnäringen, men det går trögt.

## Vänorter
- Dillingen i Saarland i Tyskland
- Vittis i Finland

## Galleri

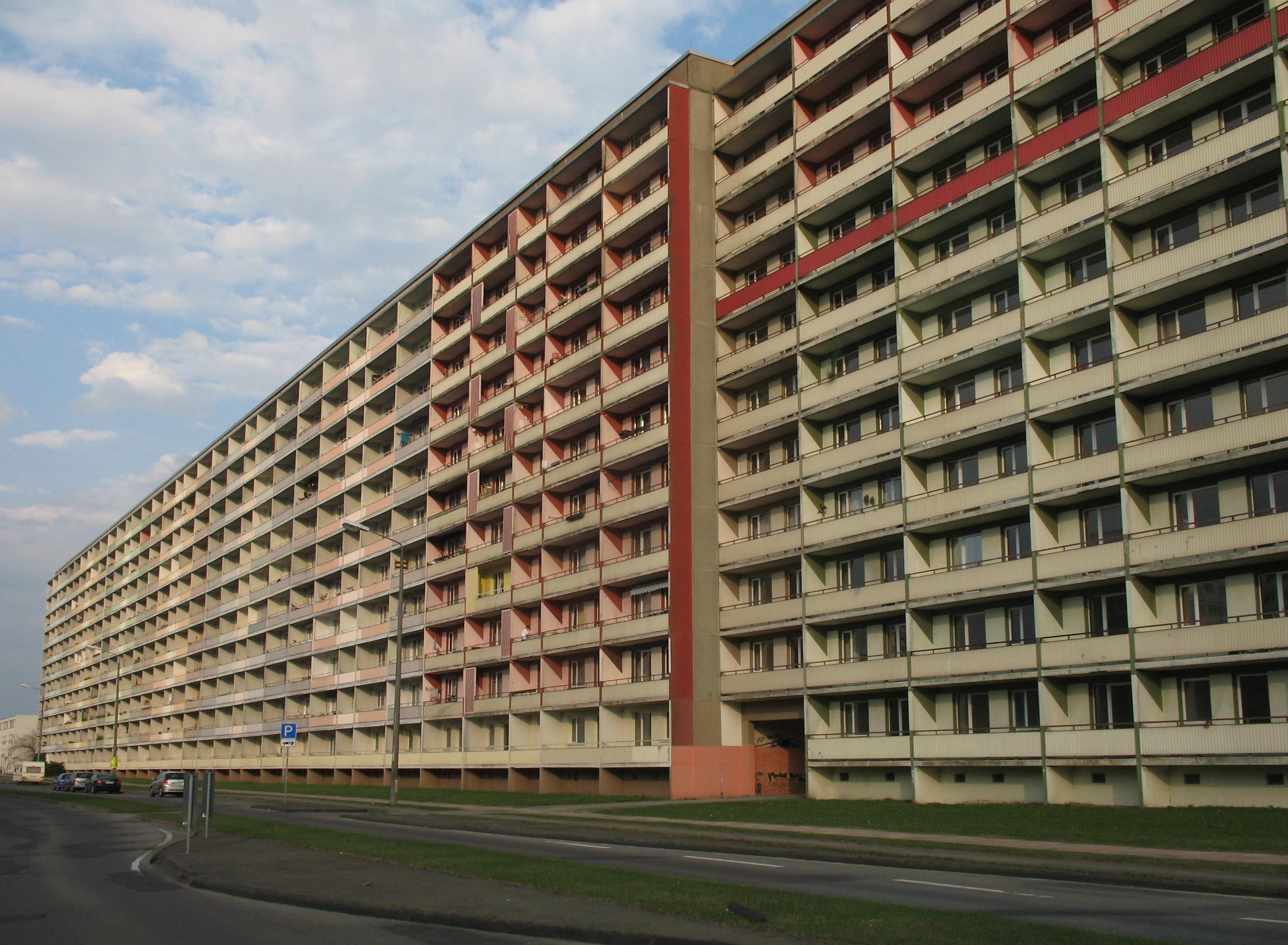
Plattenbau
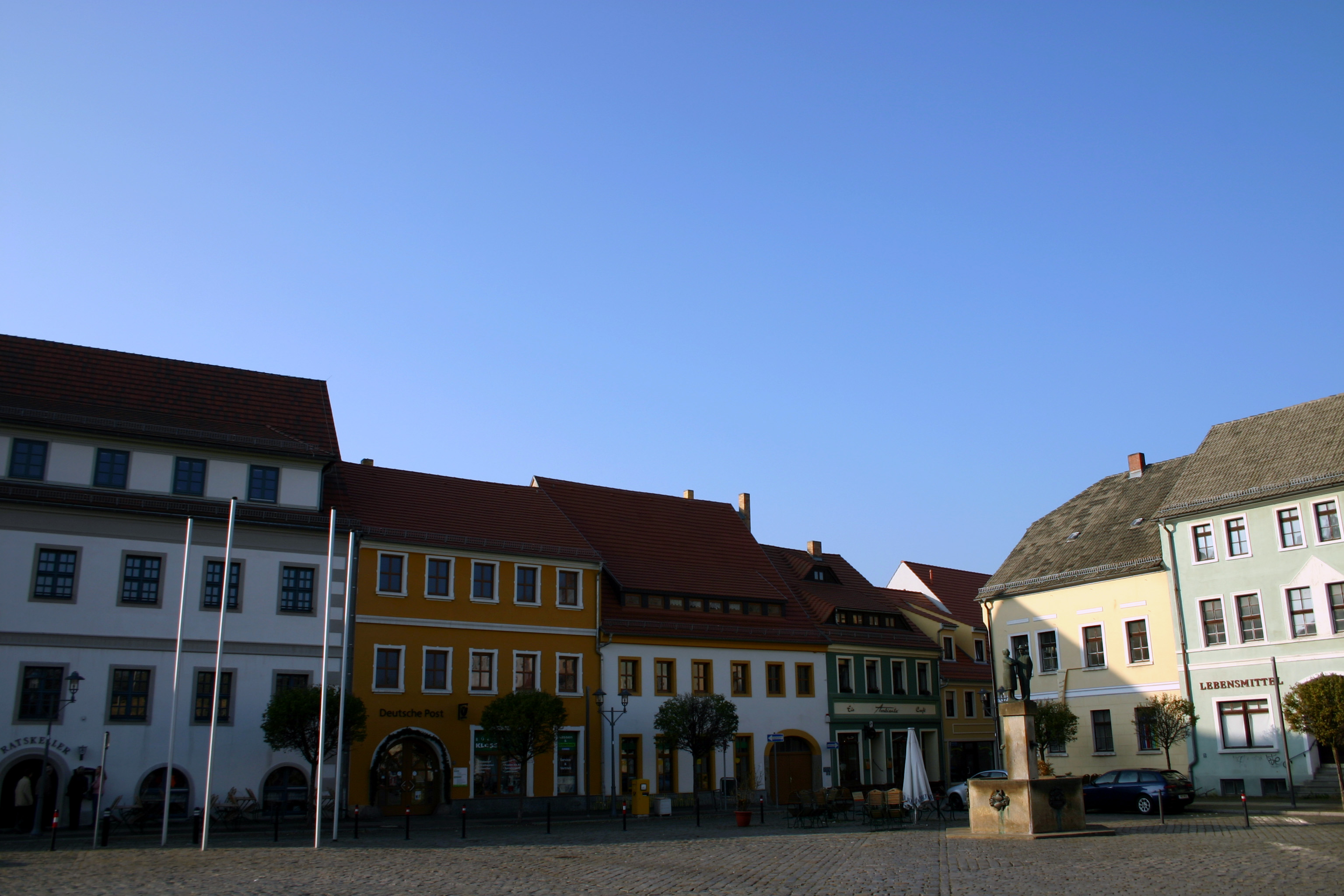
Marknadstorget i Hoyerswerda/Wojerecy
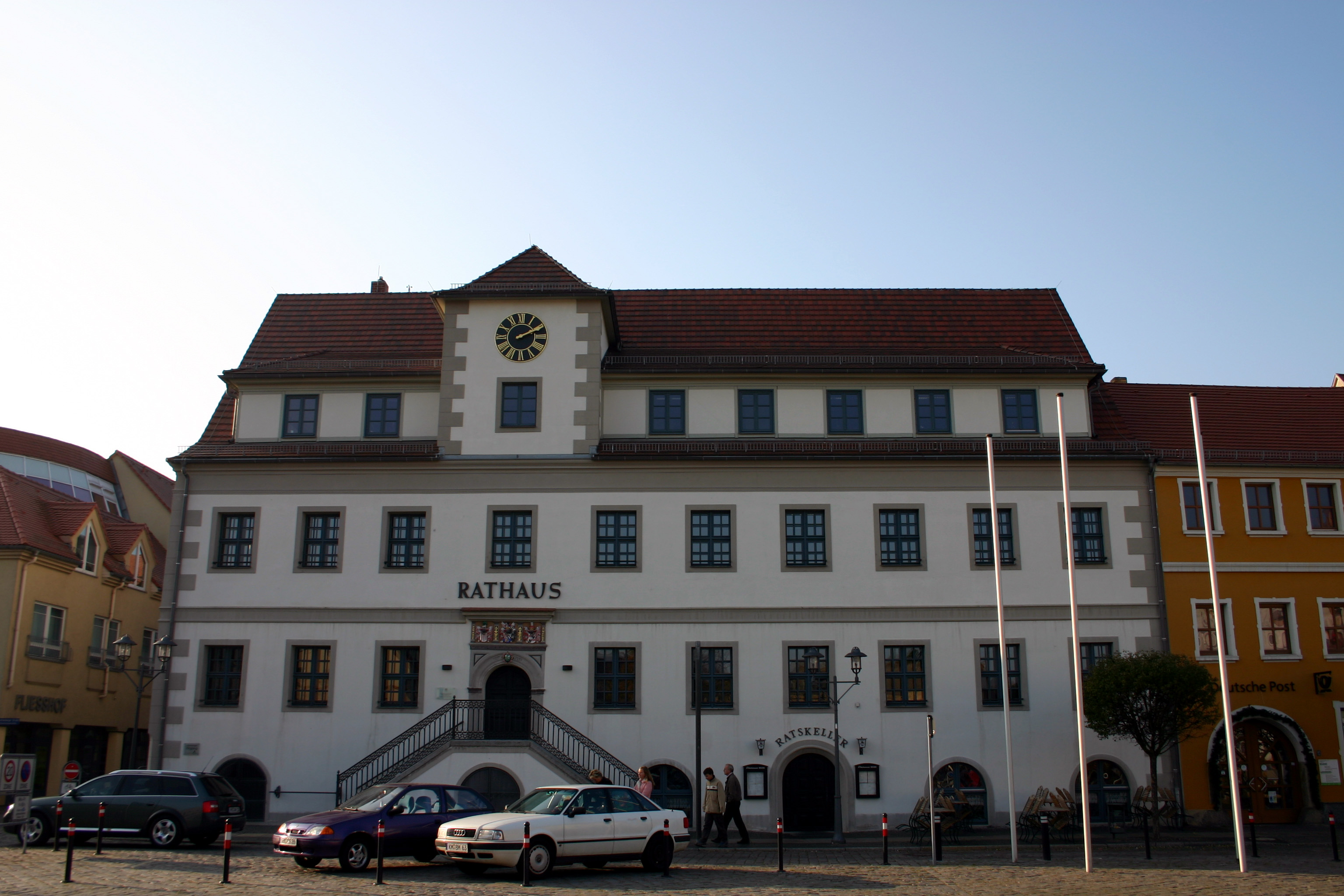
Rådhuset i Hoyerswerda/Wojerecy
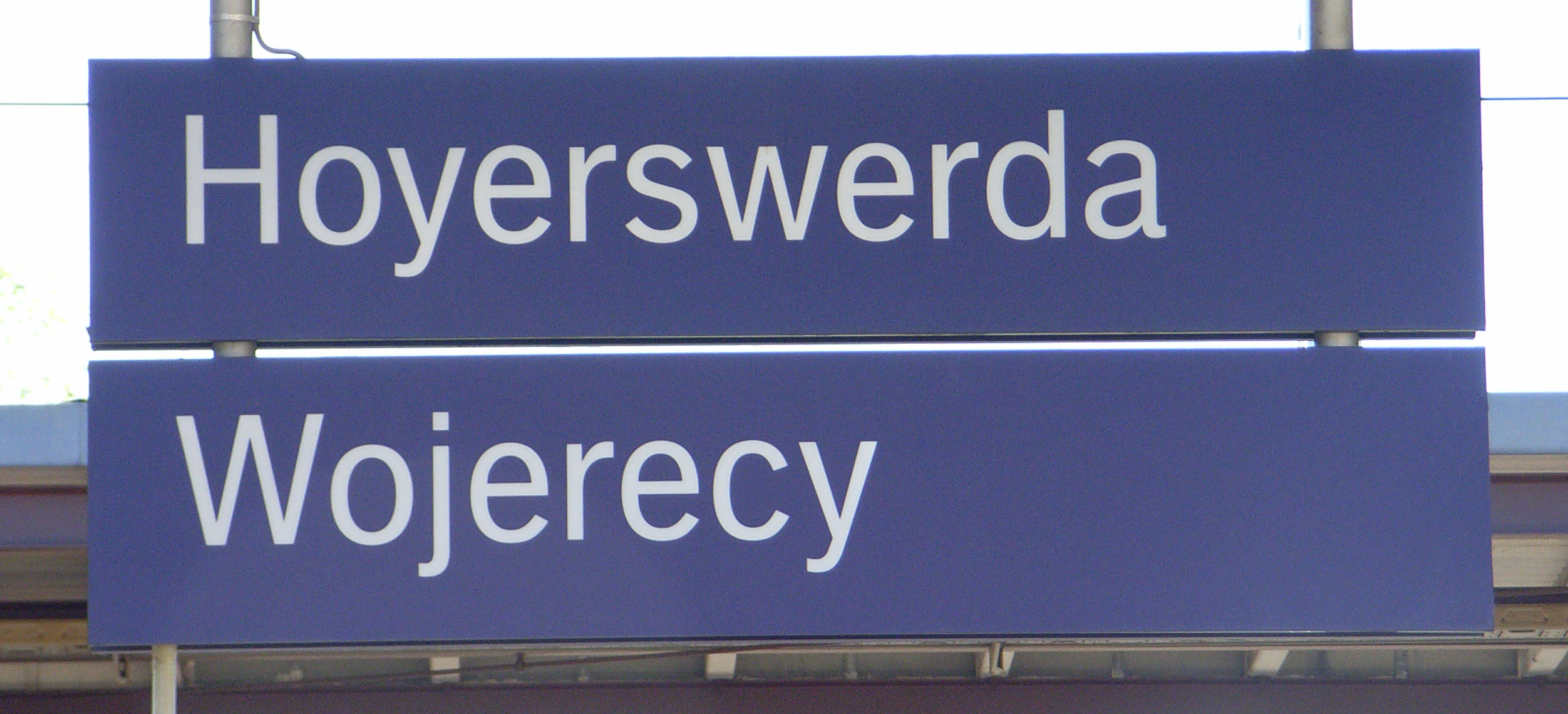
Järnvägsstationen